# Kinkai wakasyū
Kinkai wakasyū (金槐和歌集) est la collection privée de la poésie waka écrit par Minamoto no Sanetomo. Cette collection se consiste les 719 wakas et assumée de être publié en 1213 quand Fujiwara no Teika lui donne le Man'yōshū.

## Contenu et influence
Cette poésie a cinq distinctions, les sections de saison, (celle de printemps, d'été, d'automne, et de hiver) et autre chose, appelé en japonais zatubu (雑部).
Le caractère des poésies est en général proche de Shin kokin wakashū, mais la plupart des wakas placés en zatubu sont hors de la notion de saison et réalistes à la manière Man'yōshū, de laquelle, à l'époque de Meiji, Masaoka Shiki a bien estimé comme « chef-d'œuvre » dans l'histoire du waka. Ensuite, l'écrivain Osamu Dazai a écrit le roman Udaijin sanetomo ("右大臣実朝") en 1943.